# Đại học East London
Trường Đại học East London (UEL) là một trường đại học công lập ở quận London Borough of Newham, London, Vương Quốc, và có ba cơ sở đào tạo ở Stratford và Docklands, và mới đây là khu học xá University Square Stratford mở vào tháng 9 năm 2013. Lịch sử của trường khá lâu đời, tới tận năm 1892 khi Viện Kỹ Thuật West Ham được thiết lập. Năm 1992, trường trở thành một trường Đại học.
Tính đến tháng 10 năm 2015, trường có hơn 19,000 sinh viên đến từ 120 nước.